# Роговик (порода)

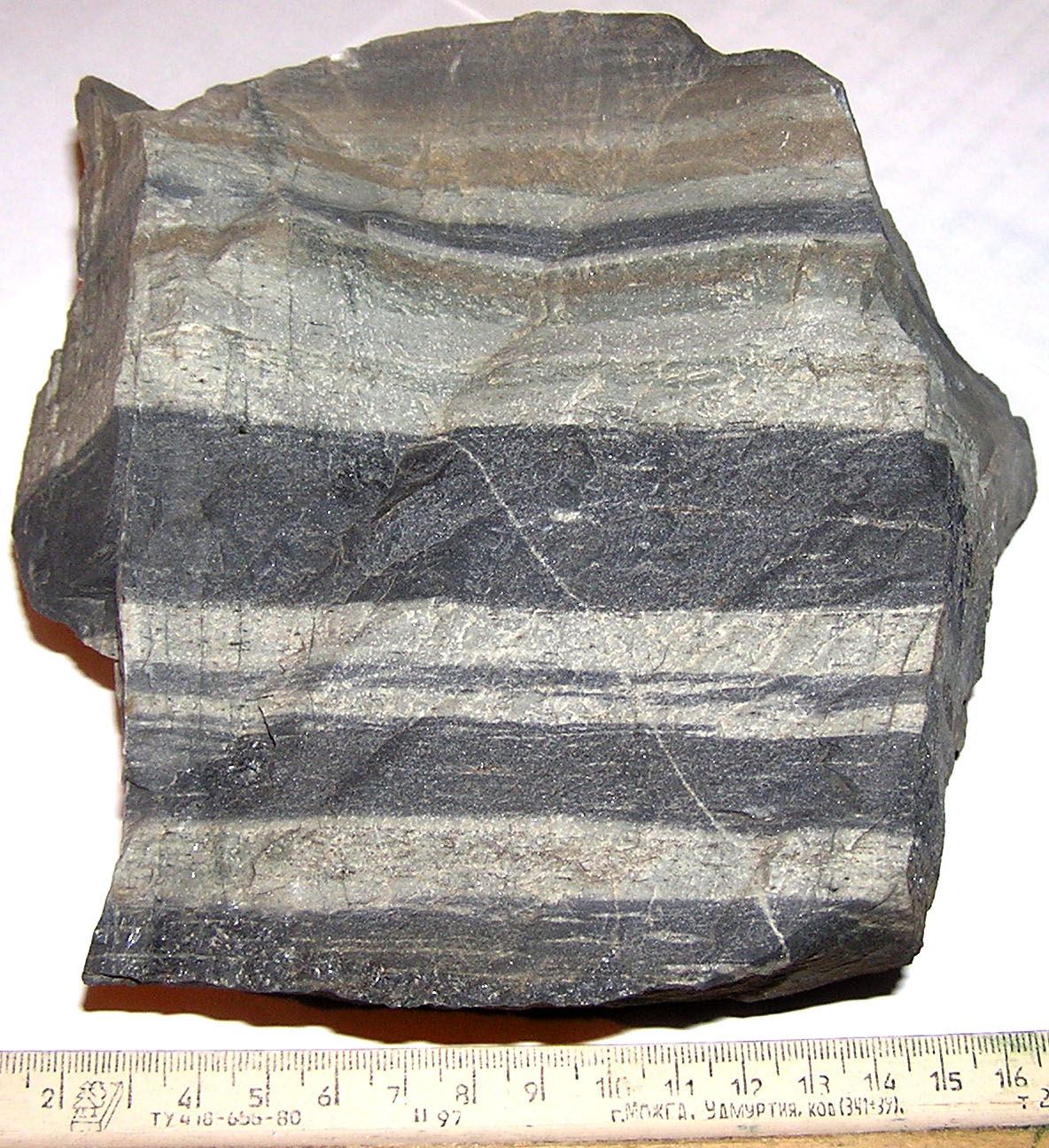
Роговик

Роговик (англ. hornfels, cornubianite, hornstone, chert; нім. Hornfels m, Hornstein m, Flintstein m) — тонкозерниста або прихованокристалічна контактово-метаморфічна гірська порода. Виникає при нагріві глинистих і інших тонкозернистих алюмосилікатних порід, що знаходяться в контакті з магматичними тілами в умовах малих або помірних глибин (до 10 км). Колір бурий чи сірий. Роговик складається з кварцу, слюди, ґранатів тощо. Роговик характеризуються зазвичай високими міцнісними властивостями, сумірними з властивостями вулканічних порід.
В Україні є в межах Українського щита.